# Hartwig von Ludwiger
Hartwig von Ludwiger (29 de junio de 1895 - 3 o 5 de mayo de 1947) fue un general alemán en la Wehrmacht de la Alemania Nazi durante la II Guerra Mundial. Ludwiger fue responsable de numerosas atrocidades cometidas a lo largo de los Balcanes. Después de la guerra, fue inculpado por crímenes de guerra en Yugoslavia, condenado y ejecutado.

## I Guerra Mundial y periodo de entreguerras
Hartwig von Ludwiger nació en Beuthen, Silesia, en 1895. Tenía dos hijos, que ambos murieron durante la II Guerra Mundial. Ludwiger fue llamado por el Ejército prusiano el 17 (o 19) de agosto de 1914, poco después de estallar la I Guerra Mundial, como aspirante a oficial. Luchó en la I Guerra Mundial con el 11.º Regimiento de Granaderos, después de alcanzar el rango de teniente el 30 de julio de 1915. Ludwiger sirvió en varios pelotones y compañías como comandante y participó en varias batallas bien conocidas de la "Gran Guerra" en el frente occidental —la batalla de Champaña, la batalla de Arras, la batalla del Somme, la batalla de Flandes y la batalla del Maas— ganando la Cruz de Hierro de 1.ª Clase por su valentía. También fue herido en acción varias veces y recibió la Medalla de herido en plata.
Después de la capitulación del Imperio alemán en 1918, fue retenido en el Reichswehr. A principios de la década de 1920, tomó parte en la represión del alzamiento silesio. Fue promovido a lugarteniente en julio de 1925 y a capitán en 1930. Sirvió en varios regimientos de infantería, y como parte de la movilización militar que siguió a la toma del poder por Adolf Hitler, fue nombrado comandante del 3.º Batallón del 28.º Regimiento de Infantería en 1936, con el rango de mayor.

## II Guerra Mundial

### Francia y Unión Soviética
El 1 de marzo de 1940, Ludwiger fue seleccionado como comandante del 83.º Regimiento de Infantería de la 28.ª División de Infantería, que tomó parte en la invasión de Francia. Tras la operación Barbarroja, recibió la Cruz de Caballero de la Cruz de Hierro el 15 de julio de 1941, y fue promovido a coronel el 1 de septiembre de 1941. Debido a las graves pérdidas de su regimiento (y la división en global) sufridas en la batalla de Moscú, la 28.ª División de Infantería fue trasladada a la Francia ocupada para recomponerse como división Jäger el 1 de diciembre. La 28.ª Jäger División fue enviada de nuevo al frente en el sur de Ucrania, donde participó en la batalla de la península de Kerch en Crimea en el estrecho de Kerch. Durante la ceremonia de condecoración, conoció a su futuro superior, Hubert Lanz, y su futuro subordinado Harald von Hirschfeld.

### Yugoslavia
Ludwiger fue puesto al mando de la 704.ª División de Infantería en Yugoslavia el 20 de febrero de 1943. La división fue posteriormente (1 de abril de 1943) renombrada 104.ª Jäger División y Ludwiger asumió el puesto el 3 de marzo de 1943, mientras que al mes siguiente, fue promovido a mayor general.
Ludwiger estuvo bastante activo en operaciones anti-partisanas. En particular, fue puesto al mando de una unidad consistente principalmente del 724.º Regimiento Jäger y un regimiento búlgaro, designado Kampfgruppe von Ludwiger (Grupo de Batalla von Ludwiger). Ayudado por la División Taurinense italiana, Kampfgruppe Ludwiger tenía la tarea de destruir las guerrillas armadas en el área de Montenegro, principalmente Chetniks y los partisanos comunistas de Tito. Esta campaña fue lanzada el 20 de mayo bajo el nombre en código Fall Schwarz (Operación Schwarz). Pero como los partisanos deliberadamente evitaban batallas a campo abierto con las bien equipadas fuerzas alemanas (al menos en el sector de Ludwiger), los resultados del Kampfgruppe fueron pobres. Subsiguientemente, la unidad fue disuelta el 9 de junio y Ludwiger con su personal retornaron a Požarevac.
Por supuesto, Ludwiger no abandonó sus actividades concernientes a la supresión de partisanos. Pero con pocas esperanzas de exterminar a las fuerzas partisanas, en su lugar Ludwiger lanzó una campaña de terror contra la población civil. Específicamente, implementó el típico ratio represor de 50:1, que ordenaba la ejecución de 50 rehenes civiles por cada alemán muerto por actividad partisana. Como resultado, en dos meses de tiempo, entre el 1 de abril y el 1 de junio, el superior de Ludwiger, el comandante supremo del Distrito Militar de Serbia, General Paul Bader, estuvo virtualmente inundado con las peticiones de represión de Ludwiger, pero no obstante las autorizó. En total, 500 civiles fueron muertos en represalia por la muerte de 8 soldados alemanes y 2 alcaldes serbios por partisanos, mientras que numerosas poblaciones fueron saqueadas e incendiadas.

### Grecia

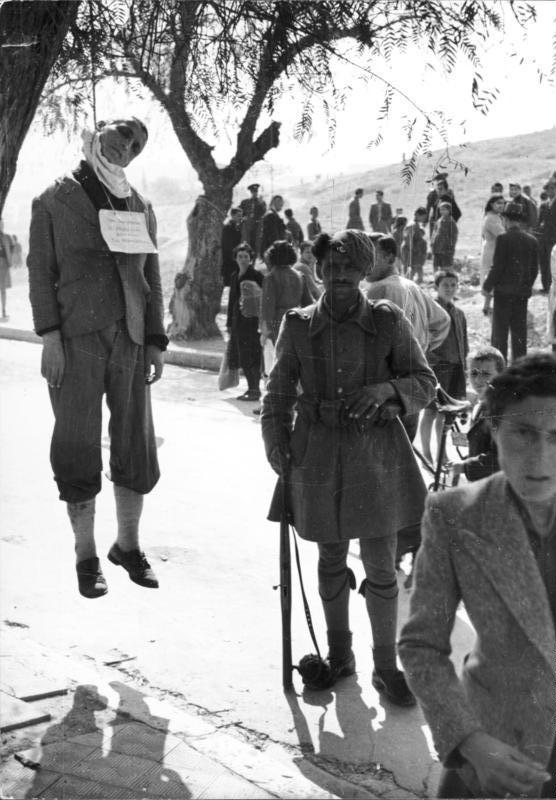
El cuerpo de un hombre colgado, vigilado por un colaboracionista de los Batallones de Seguridad, en vista pública, Grecia, 1943.

Tras cumplir la Operación Schwarz, la 104.ª División Jäger fue trasladada al Oeste de Grecia. Mientras estuvo en marcha hasta Agrinio, el 10 de julio, la 2.ª Compañía del Batallón de Ingenieros de la división fue emboscada cerca del lago Triconida por guerrillas griegas, quienes se informó que vestían como soldados británicos. Dos oficiales y 16 soldados murieron, mientras que otros 20 fueron heridos y varios vehículos fueron destruidos. Al día siguiente, un oficial murió de una granada de mano arrojada sobre su vehículo. Ludwiger, instalando su cuartel general en Agrinio, pidió llevar a cabo sus habituales tácticas represoras contra civiles, pero esta vez su petición fue rechazada por el personal del Grupo de Ejércitos E, ya que los alemanes inicialmente intentaron mantener buenas relaciones con la población griega. A pesar de esto, fuerzas germanas arrasaron una población cerca de Nafpaktos y ejecutaron a 12 "sospechosos gánsters".
Después de la invasión aliada de Sicilia, las fuerzas italianas firmaron un armisticio con las tropas aliadas. Los alemanes se prepararon para esta posibilidad y lanzaron la operación Achse para forzar el desarme de tropas italianas en el sur de Francia y los Balcanes. La 1.ª Compañía del 724.º Batallón de la división de Ludwiger fue ordenada desarmar la guarnición italiana en Kefalonia junto con la 1.ª División de Montaña de la Wehrmacht, lo que resultó en una de las mayores ejecuciones de prisioneros de guerra cometidas durante la II Guerra Mundial: la masacre de la División Acqui en septiembre de 1943.
Ludwiger fue promovido a teniente general el 1 de enero de 1944. Para agosto de 1944, las fuerzas de Ludwiger continuaron su represión contra la población griega, ahora con la ayuda de divisiones SS. Ludwiger escribió en su informe que 

con la permanente destrucción de poblaciones en todas las áreas por las que pasaban, pero principalmente con el incendio decisivo del centro comunista de Karpenisi, los partisanos fueron privados de numerosos posibles refugios.

Ludwiger y los elementos supervivientes de su división, que había sufrido graves pérdidas en los Balcanes, fueron capturados hacia el fin de la guerra. Su sucesor al mando de la 104.ª Jäger División, el teniente general Friedrich Stephan fue capturado también y fusilado en Liubliana junto con otros tres generales sin juicio por partisanos yugoslavos a principios de junio.

## Juicio y condena
Después de ser retenido en un campo de prisioneros de guerra, Ludwiger fue puesto a juicio ante una corte marcial yugoslava en Belgrado (durante el 6.º Proceso por crímenes de guerra yugoslavos de oficiales alemanes) entre el 27 de marzo y el 4 de abril de 1947, junto a varios oficiales alemanes, como el mayor general Hans Gravenstein y el SS-Brigadeführer y mayor general de las Waffen-SS Karl von Oberkamp, todos los cuales recibieron la pena de muerte. Ludwiger fue específicamente indicado por 
Hallado culpable de los cargos, fue sentenciado a muerte el 1 de abril de 1947. Fue ejecutado en una prisión de Belgrado; la fecha exacta varía según la fuente, posiblemente el 3 o 5 de mayo, y menos plausiblemente el 25 de abril.

## Condecoraciones
- Cruz de Caballero de la Cruz de Hierro
  - Cruz de Caballero de la Cruz de Hierro el 15 de julio de 1941 como teniente coronel y comandante del Regimiento de Infantería nº 83.[12]
  - 163.º Hojas de roble el 23 de diciembre de 1942 como coronel y comandante del Regimiento-Jäger nº 83[12]